# Saint-Martin-de-Crau
Saint-Martin-de-Crau é uma comuna francesa na região administrativa da Provença-Alpes-Costa Azul, no departamento de Bouches-du-Rhône. Estende-se por uma área de 214,87 km², com  (Saint-Martinois) 11600 habitantes, segundo os censos de 2005, com uma densidade de 54 hab/km².